# Republika Severní Ingrie
Republika Severní Ingrie (finsky Pohjois-Inkeri) nebo Kirjasalská republika (finsky Kirjasalon tasavalta) podle centra Kirjasalo byla krátkodobě existující republika v letech 1919 a 1920. Republika se nacházela v jižní (ruské) části Karelské šíje, která se oddělila od bolševického Ruska po říjnové revoluci. Cílem vlády této republiky bylo připojit se k Finsku, jelikož většinu obyvatelstva tvořili Ingrijští Finové.
Podle smlouvy z Tartu bylo připojena k sovětskému Rusku. Nicméně Ingrijští Finové v této oblasti si udrželi určitou národnostní autonomii až do třicátých let.